# Рідкіснометалічні руди
Рідкіснометалі́чні ру́ди, або ру́ди рі́дкісних мета́лів — природні мінеральні утворення, що містять у собі рідкісні елементи у вигляді самостійних мінералів чи ізоморфних домішок, розсіяних у рудних та жильних мінералах у кількостях, достатніх для рентабельного промислового добування. Елементи, що належать до рідкісних, складають майже половину періодичної системи елементів, хоча на них припадає тільки близько 0,53 % земної кори (0,41 % припадає на Ті).

## Елементи, мінерали-концентратори і джерела отримання
- Літій, рубідій, цезій. Мінерали: сподумен, петаліт, евкриптит, полуцит, слюди. Джерела отримання: рідкіснометалічні пегматити, високомінералізовані води, ропа соляних озер.
- Берилій. Мінерали: берил, фенакіт, бертрандит, ґентгельвін. Джерела отримання: рідкіснометалічні пегматити, метасоматити.
- Стронцій. Мінерали: целестин, стронціаніт, апатит. Джерела отримання: вулканогенно-осадові, хемогенно-осадові і ендогенні апатитові родовища.
- Цирконій, гафній. Мінерали: циркон, бадделеїт, циртоліт, малакон. Джерела отримання: прибережно-морські розсипи, карбонатити.
- Тантал. Мінерали: танталіт, мікроліт, водженіт (Sn-танталіт), колумбіт, лопарит, каситерит. Джерела отримання: рідкіснометалічні пегматити та їх кори вивітрювання, агпаїтові нефелінові сієніти, амазоніт-альбітові граніти.
- Ніобій. Мінерали: пірохлор, лопарит, колумбіт. Джерела отримання: карбонатити і їх кори вивітрювання, агпаїтові нефелінові сієніти, лужні рідкіснометалічні граніти та їх кори вивітрювання.
- Кадмій. Мінерали: сфалерит (клейофан, збагачений кадмієм, пршибраміт і коломорфний сфалерит), ґаленіт, халькопірит. Джерела отримання: цинкові та свинцеві концентрати.
- Ґалій, індій, талій. Мінерали: халькопірит, сфалерит, каситерит, боксити, енаргіт, ґерманіт, ґаленіт, сульфосолі свинцю (геокроніт, менегініт), коломорфний пірит, марказит, коломорфний молібденіт. Джерела отримання: мідні, свинцево-цинкові, олов'яні концентрати; продукти переробки глиноземного виробництва.
- Скандій. Мінерали: тортвейтит, фосфорити, боксити, циркон, вольфраміт, каситерит, цинвальдит, берил. Джерела отримання: відходи переробки уранових, урано-торієвих, вольфрамових, молібденових, фосфатних руд; боксити.
- Ґерманій. Мінерали: ґерманіт, реньєрит, аргіродит, гумати ґерманію, вугілля, магнетит, гематит, борніт, сфалерит, халькопірит, енаргіт, тетраедрит, тенантит, сульваніт. Джерела отримання: буре і коксівне вугілля, концентрати чорних та кольорових металів.
- Селен, телур. Мінерали: халькопірит, ґаленіт, сфалерит, пірит, піротин, арсенопірит, бляклі руди, молібденіт, кіновар. Джерела отримання: анодні шлами мідного виробництва, пил та шлами свинцевого виробництва.
- Реній. Мінерали: молібденіт, борніт, халькопірит. Джерела отримання: молібденітові концентрати мідно-молібденових родовищ.
- Ітрій, лантаноїди торієвої групи. Мінерали: ітросинхізит, монацит, ксенотим. Джерела отримання: гідротермально-плутогенні рідкісноземельно-поліметалічні родовища.
- Лантаноїди церієвої групи. Мінерали: бастнезит, паризит, монацит, лопарит, апатит. Джерела отримання: карбонатити і їх кори вивітрювання, прибережно-морські розсипи, лужні нефелінові сієніти.
- Титан. Мінерали: магнетит, ільменіт, перовськіт, рутил, лейкоксен. Джерела отримання: рудні концентрати.
- Уран. Мінерали: уранініт, настуран, бранерит, самарськіт, евксеніт, фергусоніт, отеніт, торберніт, тухоліт, кофініт, уранова смолка, карнотит, тюямуніт. Джерела отримання: уранові руди, їх концентрати.

## Родовища
Великі родовища рідкіснометалічних руд зустрічаються рідко. Руди власне рідкіснометалічних родов. утворюють комплексні родовища. Найважливіше промислове значення мають пегматитові, карбонатитові та альбітитові рідкіснометалічні руди.
У пегматитових родовищах, приурочених головним чином до кембрійських платформ та фанерозойських геосинклінальних областей, зосереджено до 95 % світових запасів літію, 73 % цезію, 53 % берилію, 14 % рубідію, 57,7 % танталу.
Карбонатитові родовища — основне джерело видобутку ніобію (до 90 % загальних світових запасів). Крім того, вони містять тантал, стронцій, рідкісні землі.
Альбітитові родовища рідкіснометалічних руд є основним джерелом видобутку танталу, ніобію, берилію, рідкісних земель та ітрію. Попутно з них одержують також цирконій.

## Рідкіснометалічні руди в Україні
Рідкіснометалічні руди і рудопрояви в Україні розташовані в межах трьох субпровінцій — північно-західній, центральній та південно-східній частині Українського щита. У Волинській субпровінції є Пержанське берилієве, Ястребецьке циркон-рідкісноземельне, Вербинське молібденове родовища. Перспективні родовища і рудопрояви ітрію, танталу, олова, флюориту відомі в Кіровоградській субпровінції. До Звенигородсько-Братської зони приурочені родовища літієвих пегматитів — Полохівське, Станковатське, «Надія», «Липняжка» та ін., Криворізько-Інгулецької зони — об'єкти рідкісноземельно-скандій-ванадієвих зруденінь, Західно- та Східно-Приазовської зони — Новополтавське апатит-рідкіснометалічне карбонатитове, родовища тантал-літієвих пегматитів — Шевченківське та Крута Балка, Мазурівське тантал-ніобієве та Азовське циркон-рідкісноземельне родовища, пов'язані з масивами лужних та нефелінових сієнітів. За запасами та перспективними ресурсами ряд рідкісно-металічних родов. України відносять до середніх та великих. Для них розроблені технології збагачення та переробки. У Донецькій, Кіровоградській, Запорізькій та Житомирській областях на базі згаданих родовищ можливе створення великих видобувних та переробних підприємств. Запасами титанових і цирконієвих руд Україна забезпечена на тривалий період і є монополістом із цих видів сировини в країнах пострадянського простору.

## Переробка рідкіснометалічних руд
Див. також Збагачення рідкіснометалічних руд хлоруванням
Для збагачення руд рідкісних металів застосовуються, в основному, складні технологічні схеми переробки, які включають методи гравітації, флотації, магнітної та електричної сепарації, хімічної доводки концентратів. Руди більшості промислових родовищ цих металів важко збагачуються, що зумовлено низьким вмістом металів у вихідній руді; тонкою вкрапленістю рудотвірних мінералів; гіпергенними змінами мінералів, що нівелюють відмінності в їх фізичних властивостях.
Гравітація є основним методом збагачення рідкіснометалічних руд. Первинний (чорновий) гравітаційний концентрат піддають доводці до кондиційного флотогравітацією, флотацією, магнітною, електромагніт¬ною та електростатичною сепарацією, іноді в поєднанні з різними хімічними способами.
Слід зауважити, що технології видобування і переробки металічних руд станом на кінець ХХ ст. недосконалі — від 20 до 50 % запасів різних металів не вилучається із сировини, залишаючись у надрах, концентруючись у хвостах, шламах та інших відходах переробки. Особливо високим при цьому є рівень втрат супутніх компонентів, що знаходяться у руді. Їх вилучення в кольоровій металургії складає найчастіше 10-30 %, і лише зрідка сягає рівня 50 %. Втрати супутніх компонентів зумовлені тим, що нинішні схеми збагачення і металургійної переробки зорієнтовані на отримання основного продукту, і не передбачають вилучення супутніх компонентів, особливо рідкісних металів.  Низький рівень вилучення характерний і для більшості вітчизняних та зарубіжних гірничо-збагачувальних підприємств з переробки рідкіснометалічних руд, що містять ніобій, тантал, титан, цирконій, рідкісноземельні метали, найчастіше він складає 28-40 %.

## Різновиди рідкіснометалічних руд
- берилієві руди,
- літієві руди,
- ніобієві руди,
- танталові руди,
- уранові руди тощо.